# Simone Cercato
Simone Cercato (n. 25 februarie 1975, Dolo, Veneto, Italia) este un înotător italian, medaliat olimpic. A participat la 2 ediții ale Jocurilor Olimpice (2000, 2004) în care a câștigat o medalie de bronz.